# Gail Amundrud
Gail Amundrud (n. 6 aprilie 1957, Toronto, Ontario, Canada) este o înotătoare ce a reprezentat Canada, medaliată olimpică. A participat la o ediție a Jocurilor Olimpice (1976) în care a câștigat două medalii de bronz.